# Juana I de Auvernia
Juana I de Auvernia (8 de mayo de 1326-Argilly, 29 de septiembre de 1360) era hija del conde Guillermo XII de Auvernia y de su esposa, Margarita de Évreux (la hermana del rey Felipe III de Navarra). Heredó Auvernia y Boulogne tras la muerte de su padre. 

## Matrimonios

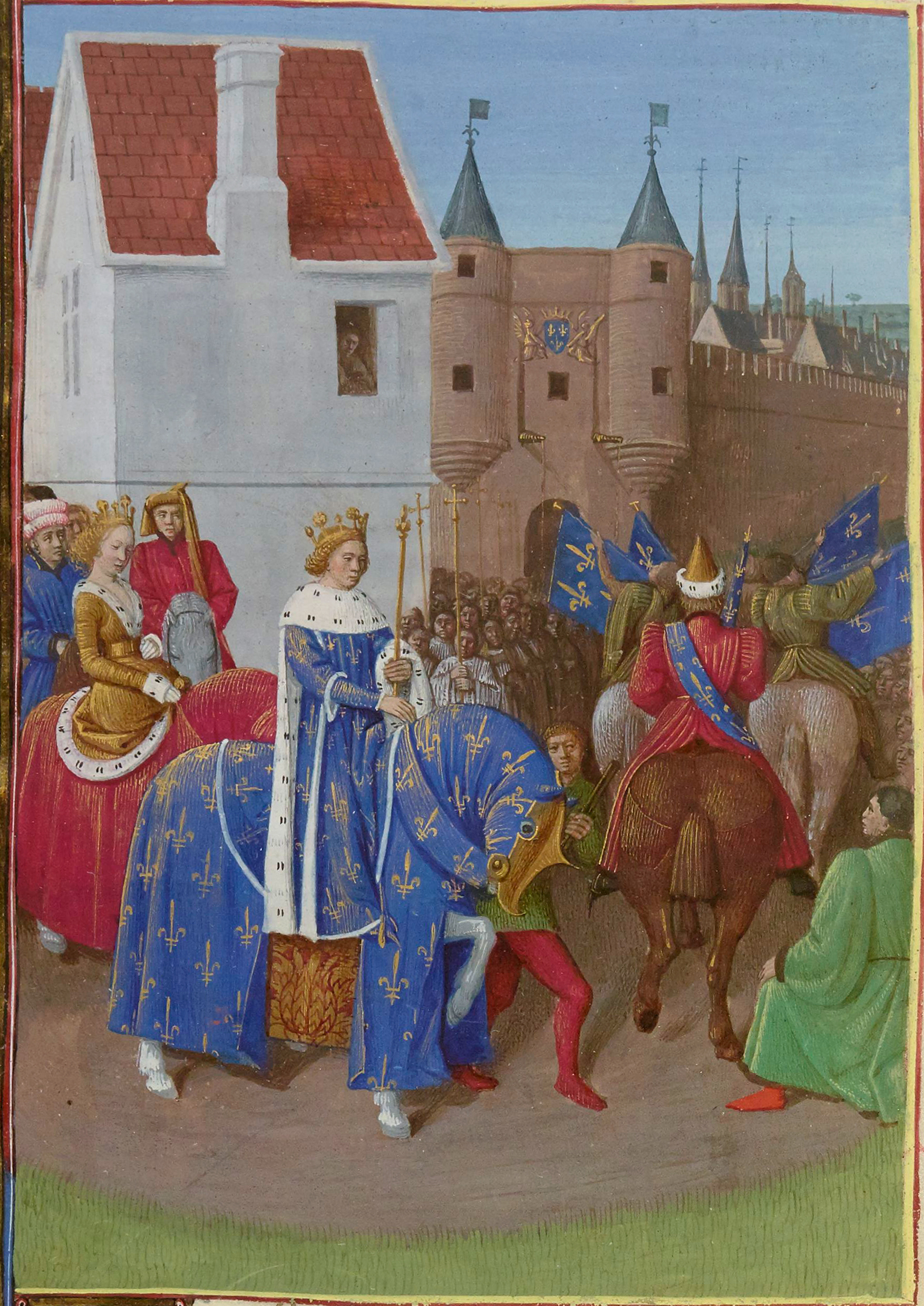
Entrada de Juan II el Bueno. Grandes Crónicas de Francia, iluminada por Jean Fouquet, Tours, hacia 1455-1460.

Juana se casó en primeras nupcias con Felipe de Borgoña (hijo único de Odón IV de Borgoña y de Juana III de Borgoña), con el que solo tuvo un hijo, Felipe I de Borgoña.
Juana se casó en segundas nupcias con el recién viudo príncipe Juan, quien sería al cabo de unos meses Juan II de Francia, el 13 de febrero de 1350. Se convirtió en reina consorte de Francia en el año siguiente. Este fue el segundo matrimonio para ambos; la primera esposa de Juan, Bona de Luxemburgo, había muerto de peste negra y había dejado a Juan con ocho hijos, así que no había mucha presión para Juana de dar a luz a un hijo y heredero. Dio a luz de su segundo esposo, tres hijos, dos niñas y un niño prematuro, cuyo sexo se desconoce; todos los niños murieron jóvenes. Juana murió en 1360. Sus posesiones fueron heredados por su hijo, Felipe.

## Descendencia

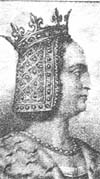
Juana I de Auvernia.

De su primer marido, Felipe de Borgoña, Juana tuvo los siguientes hijos:
- Juana (1344-11 de septiembre de 1360), comprometida con el conde Amadeo VI de Saboya, pero murió antes de que el matrimonio pudiera tener lugar.
- Margarita (n. 1345), murió joven.
- Felipe I (1346-21 de noviembre de 1361), duque de Borgoña. Se casó con la condesa Margarita III de Flandes.

De su segundo marido, Juan II de Francia, Juana tuvo los siguientes hijos:
- Blanca (noviembre de 1350), murió joven.
- Catalina (1352-1353).
- Niño sin nombre (1354), murió joven.

- Datos: Q235458
- Multimedia: Joan I, Countess of Auvergne / Q235458